# Панфилов, Александр Вячеславович
Александр Вячеславович Панфилов (род. 3 июня 1959, с. Надеждино, Калтасинский район, Башкирская АССР) — российский военный деятель, участник Второй Чеченской войны — помощник командующего Западным направлением Объединённой группировки федеральных сил в Северо-Кавказском регионе, Герой Российской Федерации, генерал-майор ВС РФ.

## Биография
Родился 3 июня 1959 года в селе Надеждино Калмиябашевского сельсовета Калтасинского района Башкирской АССР. 
- В 1979 году был призван в Советскую Армию. В 1986 году с отличием окончил Саратовскоe высшеe военно-инженерное училище. Проходил службу на различных должностях в Министерстве обороны СССР и РФ.
- В 1986—1987 годах принимал активное участие в ликвидации последствий на Чернобыльской АЭС в составе оперативной группы Министерства обороны СССР. Отвечал за проведение радиационной разведки и дезактивацию помещений, кровель 3-го и аварийного 4-го энергоблоков АЭС. Находясь на одном из самых радиационно-опасных участков, проявил себя только с положительной стороны. В ходе работы неоднократно поощрялся Правительственной комиссией и командованием оперативной группы Министерства обороны СССР.
- В 1999—2004 года неоднократно направлялся в командировки на Северный Кавказ. В должности помощника командующего Западным направлением Объединённой группировки федеральных сил в Северо-Кавказском регионе принимал личное участие в планировании и проведении ряда специальных операций. Поощрялся руководством государства и командованием Западным направлением Объединённой группировки федеральных сил в Северо-Кавказском регионе.

## Герой Российской Федерации
Указом Президента Российской Федерации от 20 декабря 2002 года за мужество и героизм, проявленные при проведении специальной операции, полковнику Панфилову Александру Вячеславовичу присвоено звание Героя Российской Федерации с вручением знака особого отличия — медали «Золотая Звезда».
- С февраля 2010 года генерал-майор А. В. Панфилов — в запасе. После увольнения работал на различных должностях в Министерстве обороны РФ.
- С февраля 2013 года — заместитель генерального директора — руководитель направления химико-биологических и медицинских исследований Фонда перспективных исследований.

Доктор технических наук, профессор, заслуженный деятель науки РФ. Лауреат премии Правительства РФ в области науки и техники.
Генерал-майор. Награждён медалями, в том числе «За боевые заслуги» и «За спасение погибавших», а также именным боевым оружием.
Живёт и работает в городе-герое Москве.